# Del 40 al 1
Del 40 al 1  es un programa musical español, emitido en radio por Los 40 y presentado por Tony Aguilar. 
El programa se emite los sábados por la mañana, de 10:00 a 14:15. En el programa se repasa la lista de los 40 éxitos semanales de la emisora y se presentan las últimas novedades musicales candidatas a entrar en la lista. En ocasiones, también se hacen presentaciones en primicia de los trabajos discográficos de artistas con gran repercusión mediática.

## Historia
La versión radiofónica del programa Los 40, fue emitida inicialmente por la Cadena SER en el periodo de 1966 a 1979 y llevaba el título genérico Los 40 Principales. En 1979 se crean las primeras emisoras exclusivas de Los 40 Principales, que toman su nombre de este programa de radio, pasando el programa a designarse hasta 1991, con el título genérico de Repaso a la lista.
Su versión televisiva, estrenada en septiembre de 1990, fue emitida inicialmente por Canal+ y desde septiembre de 1998 fue emitida por LOS40 TV y presentada también por Tony Aguilar. Tras el cierre de LOS40 TV en 2017 se canceló la versión televisiva del programa dejando únicamente como recurso visual del programa el streaming en línea del programa y el repaso de la lista en YouTube.
Entre 1991 y 1995 se denominó 40: Cuenta atrás, y fue en 1995 cuando adoptó su denominación actual y el título con el que fue conocido desde el principio en televisión, Del 40 al 1. El 26 de abril de 2014 pasó a llamarse Del 40 al 1 Coca-Cola como parte del patrocinio de la cadena con la reconocida gaseosa.
Anteriormente, tuvo una edición diaria que se emitía de lunes a viernes (de 13:00 a 14:00). En ella se daban a conocer las canciones candidatas a entrar en la lista.

## Presentadores históricos

### Radio
- Olimpia Torres[1]
- Ángel Carbajo[1]
- Joaquín Luqui
- José Antonio Abellán
- Juanma Ortega
- Tony Aguilar (1996-actualidad)
- Álvaro Reina (sustituto)

### Televisión
- Fernandisco (1990-2000)
- Guillem Caballé (2000)
- Frank Blanco y Vanesa Romero (2001-2004)
- Sira Fernández (2001)
- Manuela Velasco (2002-2004)
- Tony Aguilar (2000, 2004-2017)

## Versiones internacionales

### Argentina
El programa va semanal los días sábados (UTC-3) y es conducido por Caro Martínez y Andrea Leonelli (programa enlatada). Este es el ranking de música más importante de Argentina.

### ChileChile
El programa va los domingos de 18:00 a 21:00 (UTC -4) y es conducido radialmente por Víctor Velásquez. Éste es, junto con el Chile Top Singles, el ranking de música más importante de radio en Chile. La radio es, sino la más escuchada en el país, una de las más famosas y populares de éste.

### ParaguayParaguay
El programa va de lunes a viernes, en su edición diaria, de 12:00 a 15:00 (UTC -3) y la versión extendida los sábados de 9:00 a 13:00 (UTC -3) con Fadua Huespe.

### ColombiaColombia
Ha tenido presentadores como Andrés Muñoz Jaramillo, Alejandro Vargas (2005), Carlos Montoya (2006 - 2007), José Miguel Sanchéz (2008 - 2011), David Silva (2011 - 2012), Andrea Silva (2012 - 2013), Diego Sáenz (2013 - 2016), Sebastián Misas (2014 - 2015) (2022 - Actualmente), Roberto Cardona (2016) (2021 - 2022), Alberto Marchena (2016 - 2018) y Heisel Mora (2018 - 2020). En septiembre de 2010 hasta inicios de 2011 tuvo edición diaria presentada de lunes a viernes (19:00 - 20:00) retomada en el 2018 de Lunes a Viernes presentado por Heisel Mora y su edición completa los sábados (9:00 - 12:00), pero por reestructuración se decidió dejar únicamente la edición completa de los días sábados. Actualmente Del 40 al 1 es presentado por Sebastián Misas, los días sábados de 10:00 a 12:00 (UTC -5) contando con secciones como: recomendados, récord de permanencia, entrevistas, subidas, caídas, entradas y salidas de la lista.[cita requerida]

### MéxicoMéxico
Se transmite todos los sábados de 11:00 a 13:00 con retransmisión los domingos a las 11:00; inició transmisiones a finales de 2002 cuando la cadena Vox F.M. pasó a ser parte de en este entonces la cadena 'Los 40 Principales' (hoy LOS40) e inicialmente era presentado por Julio Cesar Ramírez (2002-2004) con una edición completa hasta 2011 de 10:00 a 14:00. Años más tarde fue presentado por Luis Osorio (2004-2012); anteriormente no se contaba con una emisión en Domingo hasta que entró a una nueva etapa con Karina Angulo y se redujo a solo 2 horas mostrando un resumen del conteo semanal pero no emitiendo completas todas las canciones de la lista. Actualmente el espacio es conducido por Roberto Contreras y Paulina Valerio, y es producido desde Los 40 Guadalajara. Cuentan con una edición especial al año donde se presentan los 40 éxitos más escuchados del año en México.

### PanamáPanamá
El programa se transmite cada sábado de 9:00 a 12:00 con las 40 canciones de la lista de los éxitos más escuchados en Panamá. La versión diaria del programa, conocida como 'El Repaso Diario', se emite de lunes a viernes de 18:00 a 19:00, con resúmenes de las posiciones del conteo emitido cada sábado. También se produce diariamente 'El Extra' en el programa de la mañana Ya Párate, que consiste en un extracto de cinco minutos con datos actualizados de la lista. En Panamá el programa es conducido por Arturo Lezman.

### Costa RicaCosta Rica
El programa va de lunes a viernes, en su edición diaria, de 19:00 a 20:00 conducido por Jerling Vargas, y la versión fin de semana los sábados de 9:00 a 12:00 con Ernesto Romero.

### República DominicanaRepública Dominicana
El programa va los sábados de 10:00 a 14:00, es conducido por Albert Hernández y Jessica Pérez. Además hay una versión diaria del programa que se transmite de lunes a viernes de 18:00 a 19:00, con resúmenes de las posiciones y candidatos a entrar en la lista.

### EcuadorEcuador
El programa ha tenido tres etapas, siempre los días sábados. En una primera etapa (2005-2016) fue presentado por Diego Grijalba en horario de 10:00 a 13:00 en principio y luego de 14:00 a 17:00 cuando Los 40 Principales, posteriormente Los 40, fue operada por el grupo Radio Centro en 97.7 FM desde Quito. Una segunda etapa (2016-2018) fue presentada por Brianna Pinos en horario de 8:00 a 12:00 cuando la radio fue operada por Albavisión a través de Central de Radios (CDR) en 103.3 FM desde Guayaquil. Y en su tercera etapa (febrero de 2020-actualidad) es presentada por José Paz los sábados en horario de 14:00 a 16:00, operada por RGA Comunicación, en señal digital.